# 広島クリスタルプラザ
広島クリスタルプラザ（ひろしまクリスタルプラザ）は、広島県広島市中区中町にある高層ビル。「クリスタルビル」とも言われる。

## 施設
主なテナント（2025年現在）
オフィスやライブハウス、レストランが入居する
- 19階 : Live juke、コーラスピープル、EL TOP
- 14階:ラクサステクノロジーズ㈱
- 11階 :カシオ計算機㈱、㈱パソナ
- 10階 : 広島県行政書士会、日本下水道事業団、㈱大林組
- 9階 : プラス㈱、メルテック・ビジネス㈱、㈱パソナ、古河電気工業㈱
- 8階 : 広島県中小企業家同友会、西日本建設業保証㈱
- 7階:ボストン・サイエンティフィックジャパン㈱、（一財）消防設備協会、㈱ネオ・コーポレーション
- 6階 : （公財）ひろしま国際センター、日本管財㈱
- 4階 : ゴリラクリニック広島院、（一財）広島県環境保全公社
- 3階 : TKPガーデンシティ広島、㈱JTB商事
- 2階 : TKPガーデンシティ広島
- 1階:日本シール精工㈱、日の出鮨ありあけ、ローソン、もみじ銀行ATM

外観
平和大通りに面して建ち、通りに対して角度を45度振った状況で建っている。また、ビル名の「クリスタル」を表すように、全面青いガラス張りになっている。建設当時からその特徴ある外観から、市内でも目立つ存在で、現在でもランドマークとして扱われている。
毎年冬に行われる「ひろしまドリミネーション」では、クリスタルプラザ前広場にピース城が作られ、メイン広場として使われている。

## 沿革
バブル景気時期である1988年・89年、広島県は県有地の有効活動手段として土地信託事業を計画
、エストパルク（広島県民文化センターふくやま）とともに完成までにこぎつけたのがこの広島クリスタルプラザである。
1992年完成。広島県と信託契約を結んだ三菱信託銀行（現三菱UFJ信託銀行）・安田信託銀行（現みずほ信託銀行）が、県有地に約100億円を投じて建設した。受託期間は30年間2022年までで、県はテナント料収入などの事業収支の一部を配当として受け取る形であった。
当初計画では入居率98%を見込んでいたがバブル崩壊の影響で低迷し、1999年から無配当が続いた（2006年度平均で入居率90.3%）。2008年の報道によると、両行は信託期間内に借入金を完済するのは困難としているため、県は両行に対し収支改善等を要請している。2019年3月末時点で借金がエストパルクと合計で73億1,300万円に達する可能性があった。
2019年、県は土地信託事業を初めて失敗と認め、エストパルクと2棟ともに売却する方針を示した。クリスタルプラザは一般競争入札で買い手を公募、2020年フジタが落札した。売却額は59億8,800万円。なおエストパルクも同年に買い手が見つかり、2棟の売却額と信託銀行からの配当と合わせると借金額を上回ることになり、県費による穴埋めの必要がなくなった。

## 交通
- 広島電鉄
  - 広島電鉄宇品線・袋町停留場下車、徒歩3分[4][1]
- 広電バス・広島バス
  - JR広島駅よりバス、袋町バス停下車、徒歩5分

## 参考資料
- “広島県信託財産（広島クリスタルプラザ）の売却について”.   広島県 (2020年3月6日). 2020年3月13日閲覧。